# Philippe Nantermod
Philippe Nantermod, né le 27 mars 1984 à Lausanne (originaire de Troistorrents), est un avocat et homme politique suisse, membre du Parti libéral-radical (PLR).
Il est conseiller national depuis fin 2015.

## Biographie
Philippe Nantermod naît le 27 mars 1984 à Lausanne, dans le canton de Vaud. Il est originaire de Troistorrents, dans le canton du Valais. 
Il grandit à Morgins. Son père est directeur des remontées mécaniques de la station, sa mère assistante médicale. Son cousin, Guillaume Nantermod, est champion du monde de snowboard.
Vers 15 ans, il crée une petite entreprise de services informatiques, qu'il promeut jusqu'à New York,.
Il étudie au collège de l'Abbaye à St-Maurice où il obtient une maturité arts-visuels en 2003. Après avoir commencé par étudier les sciences politiques, il s’oriente vers des études en droit à l’Université de Lausanne, qui lui délivre un bachelor en droit en 2007 et un master en 2009. Il effectue son stage d'avocat à Sion et obtient le brevet d'avocat en juin 2012 ; en parallèle assistant à l'Université de Lausanne, il reçoit le titre de docteur en droit en 2017, sa thèse portant sur les domaines skiables. Il ouvre ensuite sa propre étude d'avocat. En août 2019, il est nommé à la présidence du conseil d'administration de la cave Les Fils Maye SA.
Il est marié et père d'un garçon. Il n'a pas fait son service militaire.

## Parcours politique
L'élection au Conseil fédéral de Pascal Couchepin le motive à se lancer en politique. Il entre au PRD en 2001, sous l'impulsion d'une voisine et bien que venant d'une famille PDC. Il est d'abord actif chez les jeunes libéraux-radicaux, dont il devient vice-président de 2007 à 2012 puis coprésident d'avril 2012 à avril 2013. C'est lors de son combat contre le droit de recours des associations qu'il se fait connaître du grand public,,. Il se bat ensuite contre l'introduction du prix unique du livre, vu comme avantageant les grands distributeurs au détriment des petites librairies ; l'objet sera rejeté en votation populaire. En parallèle, il est assistant parlementaire de la vaudoise Isabelle Moret. Il est également le chef de la campagne de Christian Varone au Conseil d'État en 2013,.
Le 16 avril 2016, l'assemblée des délégués du PLR l'élit vice-président du parti,. La même année, il est élu président de l'USPI suisse et en 2018 président de l'UVAM. En septembre 2018, il est épinglé pendant l'émission de télévision Infrarouge pour sa participation rémunérée à un groupe de réflexion du Groupe mutuel, qu'il décide ensuite de quitter sans toucher d'indemnités,.
Le 2 octobre 2021, il est réélu à l'un des quatre postes de vice-président du PLR sous la nouvelle présidence de Thierry Burkart. Il quitte la vice-présidence du PLR Suisse en juin 2024,.

### Grand Conseil
Parallèlement, il est élu député-suppléant au Grand Conseil valaisan le 1er mars 2009,. Au cours de son mandat, il s'investit pour le remboursement des bourses d'études en fonction du revenu à la fin des études, les échanges linguistiques intercantonaux et la baisse d'impôts.
Le 3 mars 2013, il est élu député au Grand Conseil avec 4 528 voix, soit le meilleur résultat du district. Siégeant dans la commission des finances, il est l'auteur de la suppression des rentes à vie des conseillers d'État valaisans,. Il défend une vision fédéraliste, notamment dans l'application de la Lex Weber ou contre une convention d'imposition des successions avec la France,. Il démissionne de son mandat de député lors de son élection au Conseil national.

### Conseil national
D'abord deux fois candidat au Conseil national sur la liste des jeunes libéraux-radicaux valaisans, il rejoint pour les élections fédérales de 2011 la liste principale du PLR et décroche la deuxième place, derrière Jean-René Germanier, réalisant le sixième score cantonal. Le 18 octobre 2015, il est élu conseiller national. Fait rare, il reçoit lors de son investiture deux commissions parlementaires : la commission des institutions politiques et celle de gestion (dont les sous-commissions du DDPS, du DEFR et du MPC).
Il s'est notamment engagé en faveur de la libéralisation des transports, la lutte contre le harcèlement téléphonique ou l'adaptation du statut de travailleur aux changements numériques. Fin 2017, il reprend la place d'Ignazio Cassis, élu conseiller fédéral, à la commission de la sécurité sociale et de la santé. Il lance alors plusieurs propositions en lien avec la concurrence dans le domaine de la santé, comme la création de compte-épargne santé ou le remboursement des médicaments achetés à l'étranger (autorisation des importations parallèles),.
Dans son classement des parlementaires les plus influents, le Tages-Anzeiger le place 42e en 2017 et 29e en 2019.
En 2019, il est à nouveau candidat au Conseil national, où il est réélu avec le deuxième meilleur score du canton. Également candidat au Conseil des États, il termine quatrième à l'issue du premier tour ; devancé de 14 000 voix, il annonce ne pas poursuivre la course aux États.
En décembre 2020, il dénonce la lenteur des vaccinations contre le Covid-19 en Suisse et évoque un « fiasco » en janvier 2021,, ce qui lui vaut certaines critiques.
Il est réélu au National en 2023. À nouveau candidat aux États, il provoque un second tour contre les sortants Beat Rieder et Marianne Maret, mais ne parvient pas à les déloger. Il change de commission au début de la 52e législature, rejoignant celle des affaires juridiques (CAJ) et celle des institutions politiques (CIP).

## Publications
- Philippe Nantermod, Planification et réalisation des domaines skiables, Zurich, Schulthess, coll. « Recherches juridiques lausannoises », 2017, 336 p. (ISBN 978-3-7255-8673-8).
- Pascal Couchepin et Philippe Nantermod, La suite des idées, Lausanne, Favre, coll. « Entretiens », 2019, 156 p. (ISBN 978-2-8289-1747-0).
- Philippe Nantermod, « Le parlementaire, ce juge qui s'ignore », Revue de droit suisse, ZSR 138 (2019) II 353 [lire en ligne].